# 諸岡立身
諸岡 立身（もろおか たつみ、1973年11月12日- ）は、日本の俳優・お笑い芸人。以前はスターダス・21に所属していた。三重県四日市市出身。三重県立四日市中央工業高等学校卒業。コントユニット『トーキョーハイライト』代表。血液型はB型。身長172cm。

## 来歴・人物
NSC（吉本総合芸能学院）13期生卒業。パンサー諸岡の芸名で、現・『超新塾』の新塾イーグル（現芸名・イーグル溝神）とともに、漫才コンビ『満』を組み、ボケを担当した。第20回ABCお笑い新人グランプリの審査員特別賞を受賞。コンビ解散後、コントユニット『トーキョーハイライト』を立ち上げ、公演を行っている。NSC13期生を中心にしたお笑いイベント『圧力団体』にも初回の2005年より参加している。
- 高校時代は、3年間サッカー部に所属していた。同校出身者の同年代に、小倉隆史、中西永輔、中田一三がいる。
- NSCの同期には、次長課長、野性爆弾、ブラックマヨネーズ、チュートリアル徳井義実、現在は俳優の三浦誠己吉本以外に移籍したくわばたりえ、（クワバタオハラ）、藤井ペイジ、（飛石連休）、溝上洋次・福田善計・安富郁矢（超新塾）、チャンス大城などがいる。また大阪で活躍中の放送作家、オパヤンや、東京で活躍中の桝本壮志、現フジテレビの谷口大二、元女子プロレスラーの藤田愛らがいる。この世代は「花の13期生」とも呼ばれる。
- 次長課長とは縁が深く、大阪に住んでいた頃は1万8千円のアパートに同居していたこともあった。2025年も交流があり井上とは1年1度年末年始に一緒に旅行に行くのが恒例になっている。

## 出演

### 舞台
- 絶対零度の狂気（1998.12.24）
- 満パンチ（1999.1.12）
- BIRTH〜誕生〜（1999.2.15）
- 満キック（1999.2.19）
- 満トピリヒン（1999.3.24）
- 六人の侍（1999.3.30）
- 満ソロライブ『もみあげの乱』（1999.10.29）
- 満ソロライブ『オレたちTV族』（1999.12.22）
- ハイブローライブ-5hoursノーカット版-（2000.4.1）
- 河本さん家（不定期出演）
- ポリゴンハーツ：デュアル・大阪・東京公演（2005.5.2 - 5.9）
- 圧力団体『圧力団体2005』（2005.8）
- 圧力団体『圧力団体2006〜春の陣〜』（2006.5.4）
- スペクタクルガーデンvol.9『99%』（2006.9.16-24、新宿シアターモリエール・大阪インディペンデントシアター2nd）
- 諸岡立身ソロライブ『もろおか空間リバティ』（2006.11.3、しもきた空間リバティ）
- 圧力団体『圧力団体2007夏の陣』（2007.8.5、Zepp Tokyo）
- 六人の侍（2008.9.28、ルミネtheよしもと）
- サバダミカンダ #001『スタンレーの魔女』（原作：松本零士　脚本・演出：御笠ノ忠次）（2008.12.11-12.23、赤坂RED/THEATER）
- NETAJIN3（2009）
- SUGAR BOY「Fruits」（2012.02.08-2.19、下北沢楽園）
- プロペラ犬×時速246億 SPECIALコラボ公演『ハッピーセット』（2014.7.19-8.3、赤坂RED/THEATER）

トーキョーハイライト公演
- 辞表（2003年11月14日）
- グラタン（2004年1月）
- 64,000グラム（2005年6月）
- 東京（2005年6月）
- KING（2005年12月）
- vacation（2006年7月14日 - 16日、しもきた空間リバティ）
- カルチャー（2006年11月3日 - 5日、しもきた空間リバティ）
- プリン（2007年11月2日 - 4日、しもきた空間リバティ）
- 10（2008年10月29日 - 11月3日、新宿シアター・ミラクル）
- クライマックス（2013年5月29日 - 6月1日、STAR PINE'S CAFE）
- なりたかったおとこ（2013年11月19日 - 24日、下北沢駅前劇場）
- 俳優・美濃部輝久（2014年5月27日 - 6月1日、下北沢駅前劇場）

### インターネットテレビ
- ひかり荘

### DVD
- 六人の侍
- 次長課長河本準一の何でしたっけ?望郷篇